# Kochkin (Pchegatlukái, Adiguesia)
Kochkin (del ruso: Кочкин) es un jútor del raión de Teuchezh en la república de Adiguesia de Rusia. Está situado inmediatamente al sudoeste de Adygeisk, 15 km al oeste de Ponezhukái y 78 km al noroeste de Maikop, la capital de la república. Tenía 7 habitantes en 2010
Pertenece al municipio Pchegatlukáiskoye.

## Transporte
Por la localidad pasa la carretera federal M4 Don.